# Kultur- und Kreativzentrum Bürgerbräu Würzburg
Das Kultur- und Kreativzentrum Bürgerbräu Würzburg ist auf dem Betriebsgelände der ehemaligen Brauerei Würzburger Bürgerbräu entstanden. Das Brauereigelände befindet sich – in großen Teilen in der Bausubstanz unverändert und weitgehend unter Denkmalschutz stehend – am Ende der Frankfurter Straße im Stadtbezirk Zellerau von Würzburg. Die Geschichte der Brauerei reicht – anfangs hieß sie Brauhaus Zell am Main – bis an den Anfang des 19. Jahrhunderts zurück. 1989 wurde die Firma Bürgerbräu Würzburg wegen Insolvenz geschlossen und das Gelände von der Stadt Würzburg gekauft. Seit 2012 wird das 5,2 Hektar große Areal als sogenanntes Kultur- und Kreativzentrum revitalisiert, wobei die denkmalgeschützte Bausubstanz weitgehend erhalten bleibt. Das Kultur- und Kreativzentrum Bürgerbräu Würzburg ist ein Beispiel für eine sinnvolle Nutzung eines Brauerei-Betriebsgeländes, bei der Kommune und private Investoren zusammenwirken.

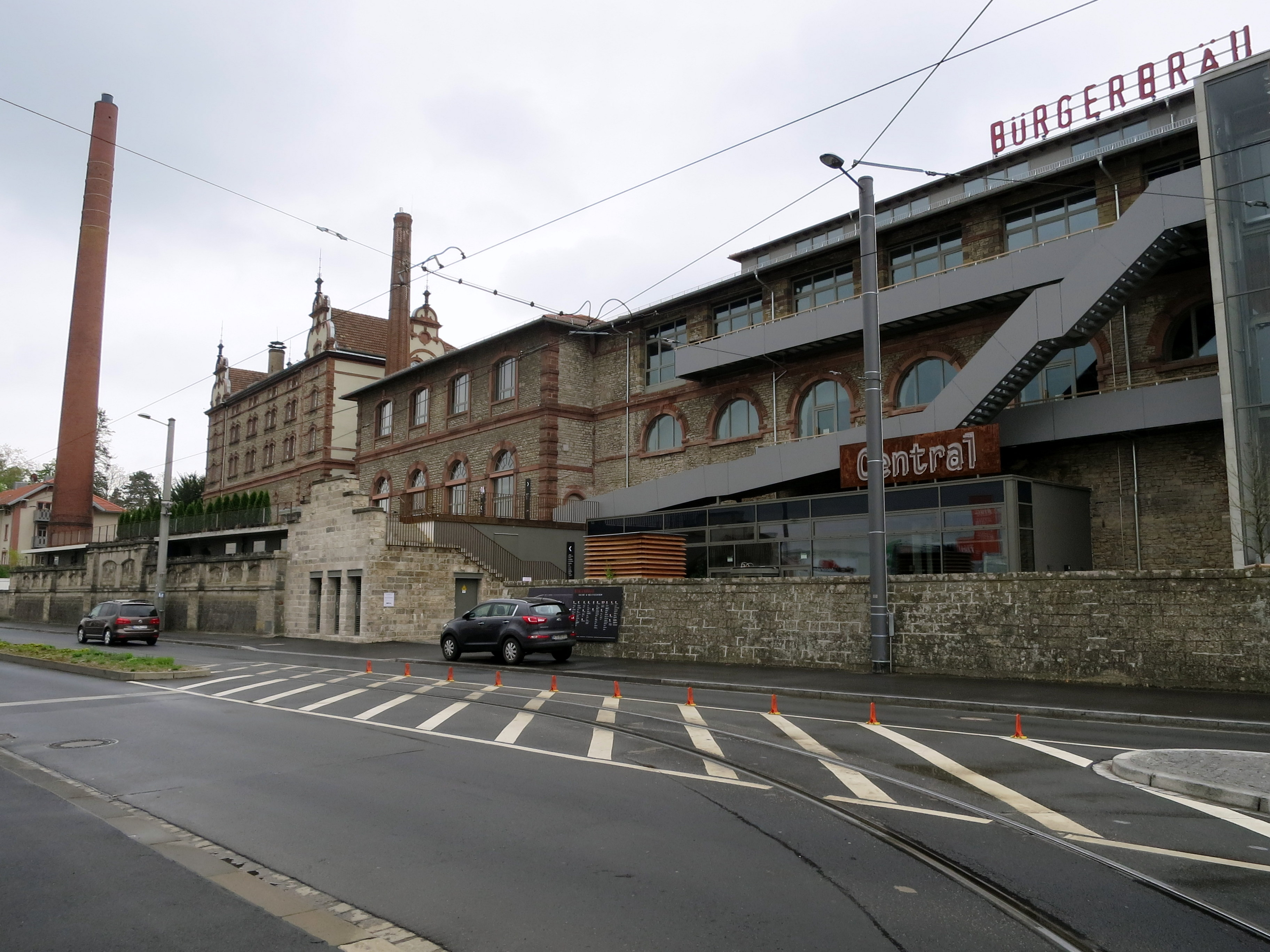
Das Kultur- und Kreativzentrum Bürgerbräu Würzburg – Straßenansicht

## Geschichte Bürgerbräu Würzburg

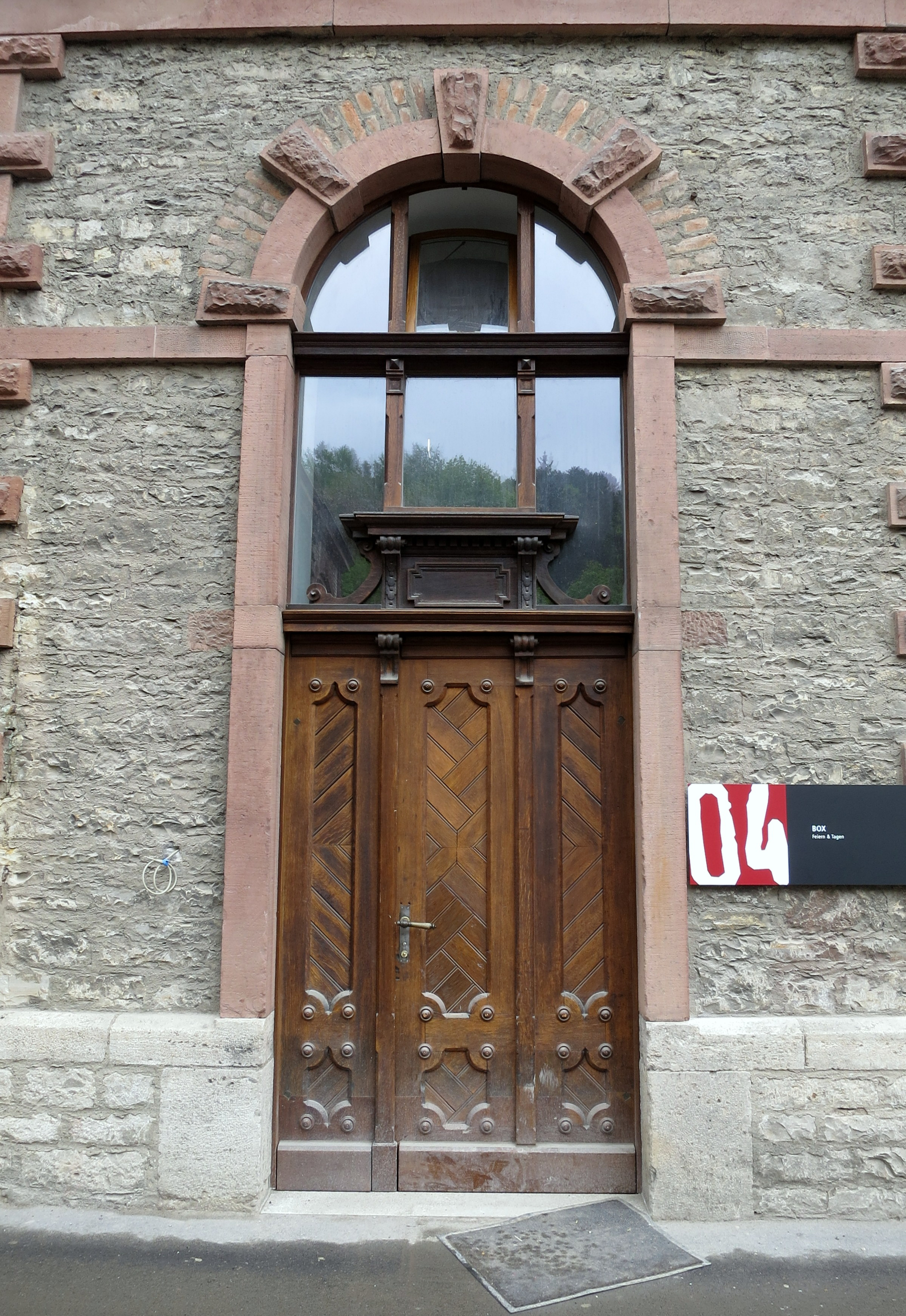
Renovierte Tür zum Maschinenhaus

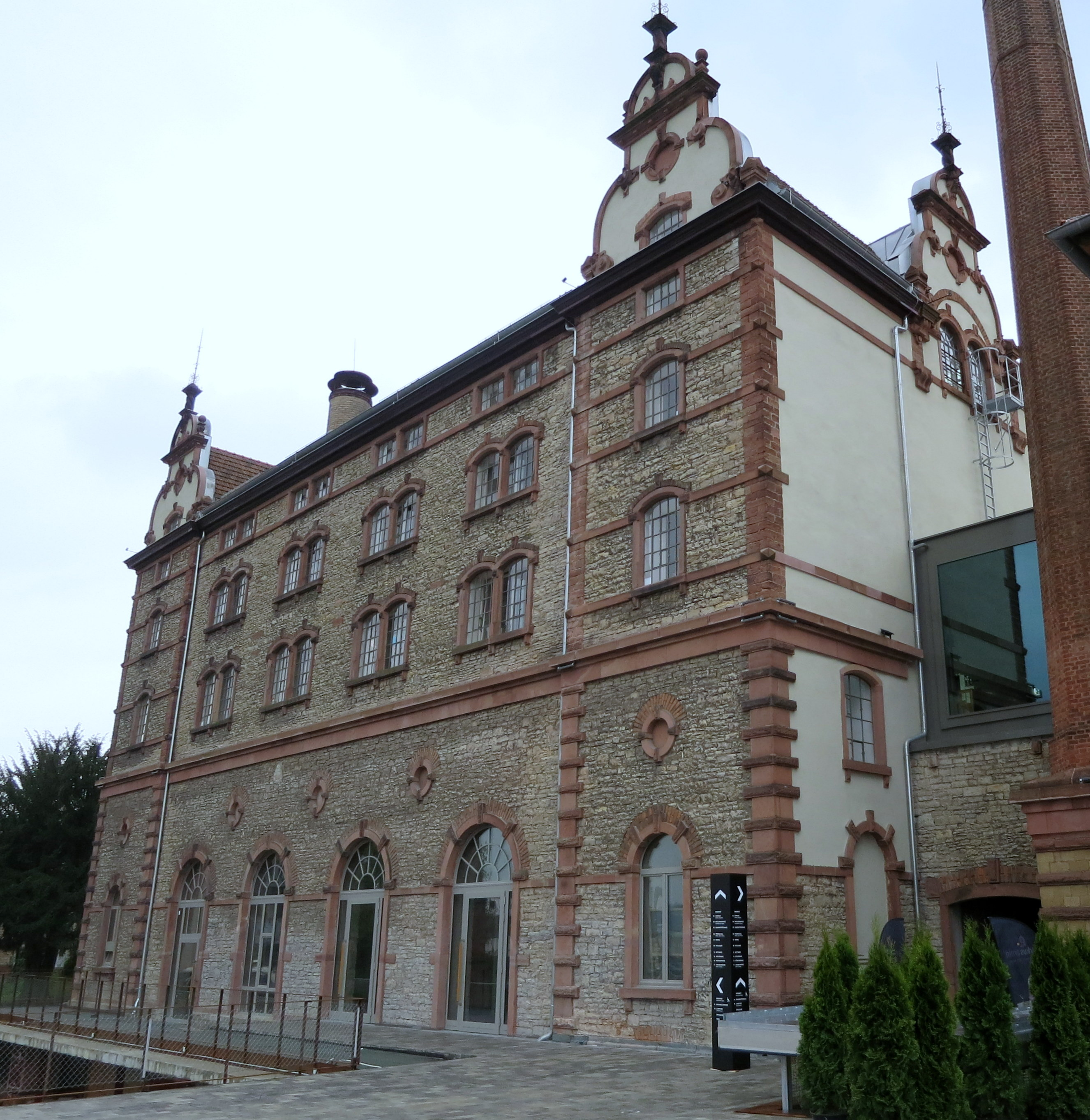
Straßenseite des Maschinenhauses

- 1809 kaufte der Winzer und Schultheiß Kilian Lauck ein ehemaliges Palais in Zell am Main und begann nach dem Erwerb der Bierbraukonzession mit dem Ausbau des Anwesens zur Brauerei. 1815 eröffnete er das Sudhaus Brauhaus Zell am Main'.
- 1832 verkaufte Lauck die Brauerei an Michael Böhnlein, der einen Lagerkeller für Bier in der Zellerauer Frankfurter Straße errichten ließ – die eigentliche Brauerei befand sich jedoch nach wie vor in Zell am Main.
- 1840 verkaufte Böhnlein die Brauerei und den Bierkeller an Karl Anton Kinzinger und seinen Partner Wiskemann. Kinzinger übernahm die Brauerei 1855 vollständig und baute sie als Maschinenbetrieb um.[1]
- Johann Baptist Kinzinger und Gustav d‘Henglière erwarben 1877 von Carl Anton Kinzinger die Brauerei sowie ein 20 Hektar großes Gelände. Die Brauerei zog bis 1886 etappenweise nach Würzburg um und trug seitdem den Namen Bürgerliches Brauhaus Zell-Würzburg Kinzinger & d'Hengelière. Der Betrieb lief wirtschaftlich so gut, dass das Gelände in der Frankfurter Straße kontinuierlich erweitert wurde.[2]
- 1894 wurde die Brauerei in eine Gesellschaft mit beschränkter Haftung (GmbH) umgewandelt, deren Geschäftsanteile sich auf nur drei Personen verteilte. In den Folgejahren exportierte die Würzburger Bürgerbräu, wie die Brauerei nun genannt wurde, als erste bayerische Brauerei auch in die USA.
- 1917 wurde die Königsbräu (Brauerei König; ehemals Brauerei Gabler) im Stadtteil Würzburg-Mainviertel übernommen. Im November 1922 wurde die GmbH in eine Aktiengesellschaft umgewandelt.
- 1923 machte die Wirtschaftskrise vielen Brauereien das Leben schwer – die Zahl ging im Stadtgebiet kontinuierlich zurück. Nach dem Zweiten Weltkrieg, den die Gebäude des Bürgerbräu fast ohne Schaden überstanden, gab es noch zwei Brauereien: Würzburger Bürgerbräu und Würzburger Hofbräu.
- 1952 wurde aus dem bürgerlichen Brauhaus die Würzburger Bürgerbräu AG.
- Ihren Niedergang erlebte die Brauerei nach der Übernahme durch die Patrizier Bräu Nürnberg im Jahr 1972.
- Am 5. Juli 1989 wurde die Schließung der Brauerei bekanntgegeben, was zuvor noch dementiert worden war.
- Am 19. Dezember 1989 wurde das letzte Bier gebraut: Die Würzburger Bürgerbräu (damals hieß sie: Patrizier Bräu Braustätte Würzburg) schloss endgültig wegen Insolvenz. Bereits einen Monat zuvor hatte der Würzburger Stadtrat beschlossen, das Brauereigrundstück für 9 Millionen D-Mark zu kaufen. Rund 100 Mitarbeiter wurden entlassen, nur wenige von der Würzburger Hofbräu übernommen.
- 1991 wurden Sudkessel und 17 Tanks versteigert und abtransportiert. Seitdem ist das Sudhaus leer.
- Am 15. Februar 2016 stellte die einst konkurrierende Würzburger Hofbräu ein unfiltriertes Kellerbier der Öffentlichkeit vor, das den Namen Bürgerbräu Haustrunk trägt. Bereits in den 1990er Jahren hatte sich die Hofbräu die Namensrechte gesichert und für einige Jahre ein Würzburger Bürgerbräu Pils auf den Markt gebracht, dessen Produktion jedoch eingestellt wurde.

## Nutzung des Geländes und der denkmalgeschützten Bauten

### Entwicklung des Areals
Nach der Insolvenz beschloss der Würzburger Stadtrat im November 1989, das Gelände für neun Millionen Mark zu erwerben. Die ehemaligen Brauereigebäude stammen aus dem Jahr 1886 und stehen unter Denkmalschutz. Gleiches gilt für die Direktorenvilla, die 1887 von Friedrich Buchner errichtet wurde. Das Gelände wurde von der Stadt nicht sofort wieder veräußert, da sie gewisse Anforderungen an den zukünftigen Besitzer stellte. Erst am 14. Dezember 2011 wurde ein Teil des Geländes an eine Investorengruppe verkauft. Das Siebold-Museum und das Theater- und Atelier-Gebäude blieben im Eigentum der Stadt.
Die Investoren begannen unter entsprechenden Auflagen auf dem Areal ein Kultur- und Kreativzentrum zu entwickeln. Dafür musste das Gelände zunächst aufwendig vermessen werden. 2012 wurden die Pläne erstmals bei einem „Bürgerbräu-Fest“ der Öffentlichkeit vorgestellt. Seit Anfang 2013 wurden die Pläne umgesetzt und ein Zentrum für Arbeit, Handwerk, Kultur, Gastronomie und Freizeit entstand. 2015 wurde der Pferdestall in seiner jetzigen Form fertiggestellt und die ersten Büros im Sudhaus wurden bezogen. Auch das Veranstaltungszentrum in der Maschinenhalle nahm den Betrieb auf.

### Kultur- und Kreativzentrum
Die Investorengruppe belebt mit diesem Kultur- und Kreativzentrum das Bürgerbräu-Gelände und die hintere Zellerau neu. Geplant ist eine umfangreiche gastronomische Nutzung des Sudhauses. Der westliche Teil des Pferdestalls wird bereits durch das Café Glück UND GUT genutzt. Die Zahl der Ateliers auf dem Gelände soll verdoppelt werden, unter anderem, indem vier kleine Atelier-Häuser errichtet werden. Auch ein Hotel mit 60 Betten soll auf dem Gelände seinen Platz finden. Atelier-Häuser und Hotel entstehen neben dem Theater-Ensemble am südlichen Hang, wo sich früher die Automobilhalle befand.
Auch das bisher im ehemaligen Mozart-Gymnasium beheimatete Programmkino Central zog im November 2016 auf das Bürgerbräu-Gelände um und wertet dieses damit zusätzlich kulturell auf. Ende Oktober 2012 gaben die Genossenschaftsmitglieder des Kinos mit klarer Mehrheit grünes Licht für weitere Planungen. In einer Abstimmung der Genossen am 16. Juli 2014 wurde die weitere Planung des Standorts Bürgerbräu-Gelände bestätigt.
Das gesamte Gelände wird insgesamt mehr in sein Umfeld integriert, unter anderem in Form von Mauerdurchbrüchen im Bereich der Frankfurter Straße. Im Osten soll eine öffentliche Parkanlage zum Spazieren einladen. Es sollen zahlreiche Parkmöglichkeiten geschaffen werden – unter anderem 83 Parkplätze auf dem bis dahin mit Bäumen begrünten Hauptplatz. Der Platz wird unabhängig davon weiterhin als Festplatz für das Sommerfest genutzt. Die alte Bausubstanz wird dabei weitgehend saniert und erhalten. Die bisherigen Nutzungen (Basketballzentrum, Sektkellerei, Museum etc.) bleiben mit Ausnahme des Fitnesscenters erhalten. Anfang 2013 wurde mit der Umgestaltung begonnen, die Hauptarbeiten begannen im Sommer 2013. Anfang August wurde der Bebauungsplan entsprechend geändert.

## Die historischen Gebäude und ihre neue Nutzung

### Bauten unter Denkmalschutz
Die denkmalgeschützten Bauten des Brauerei-Areals werden wie folgt in der Denkmalliste beschrieben:
- Fabrikantenvilla, heute Siebold-Museum, freistehender zweigeschossiger Mansardwalmdachbau mit Risaliten und Säulenaltan, Sandsteinquadermauerwerk mit Gliederungen über Kalksteinsockel, Historismus, Friedrich Buchner, 1887, Dach verändert;

- Zugehöriger großer Park;

- Pförtnerhaus, eingeschossiger Flachdachbau, unverputztes Kalksteinmauerwerk mit Sandsteinrahmungen, ab 1886;

- Fabrikgebäude, teilweise in Formen der Neurenaissance, ab 1886 von Friedrich Buchner;

- Braumeisterhaus, dreigeschossiger Krüppelwalmdachbau, Putzmauerwerk mit Sandsteinrahmungen, Schweizerhaus-Stil, ab 1886;

- Zierbrunnen, ehemaliger Springbrunnen im Grottenstil, Kalksteinsinter, Ende 19. Jahrhundert.

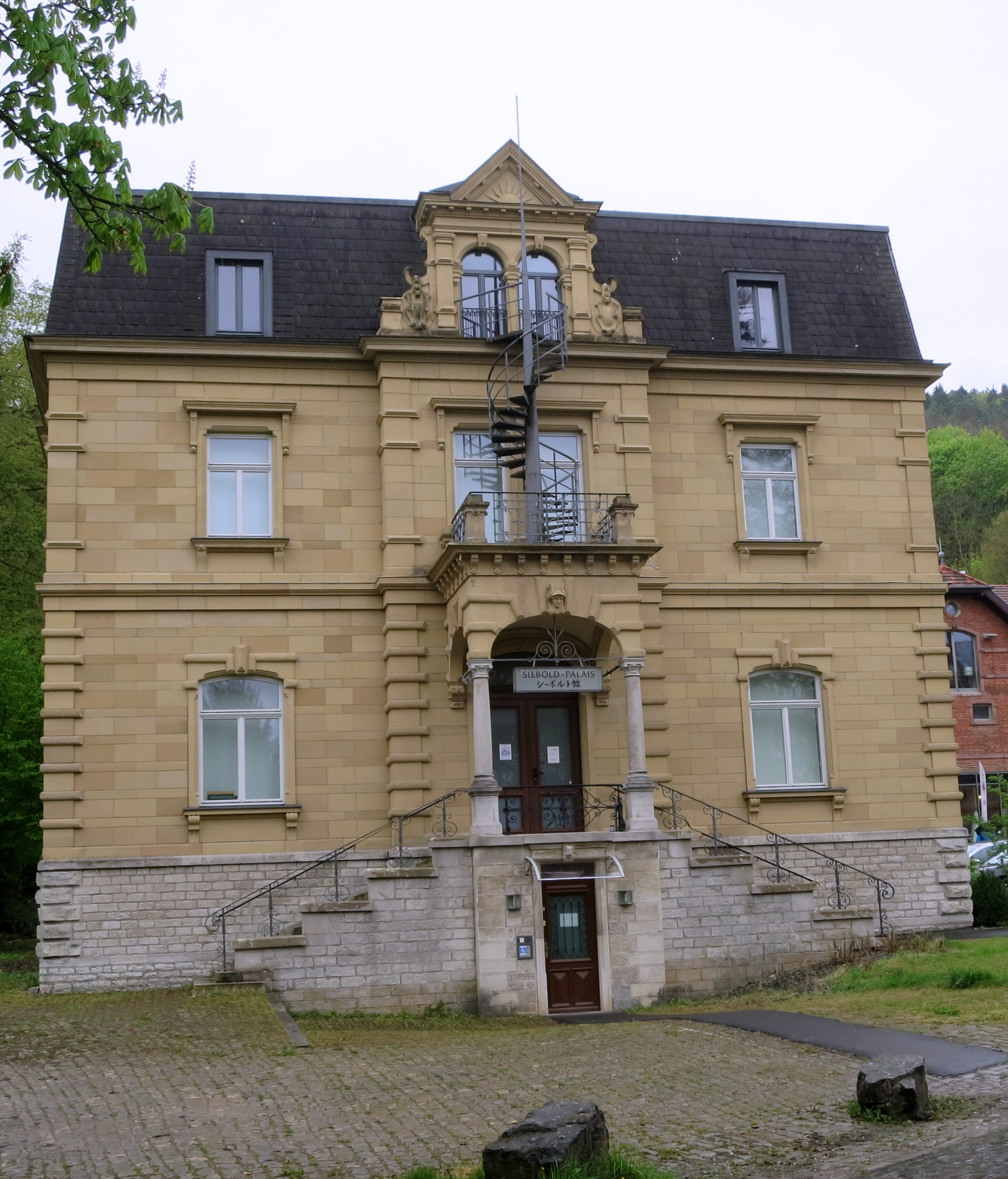
Das Siebold-Museum
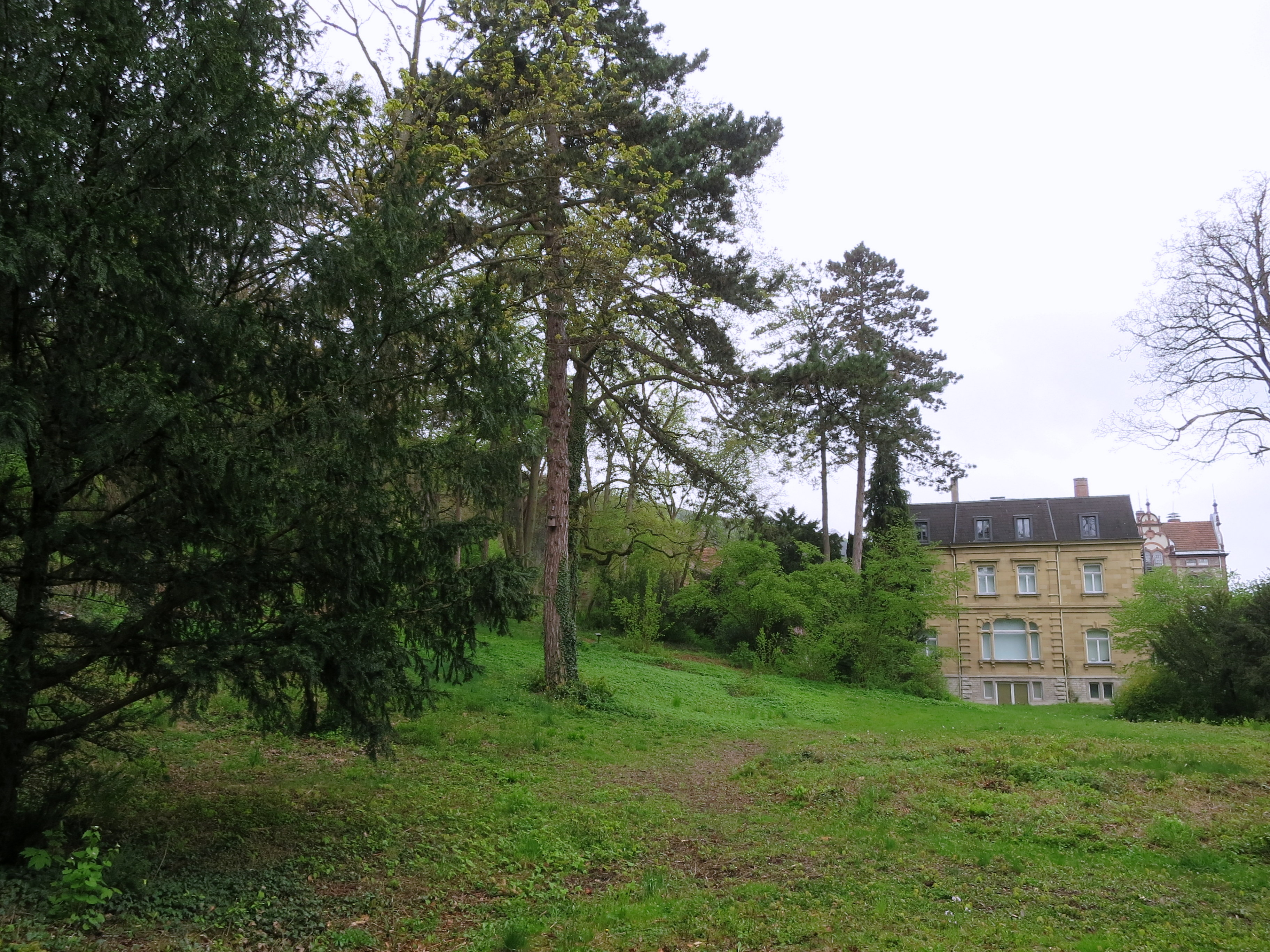
Zugehöriger großer Park
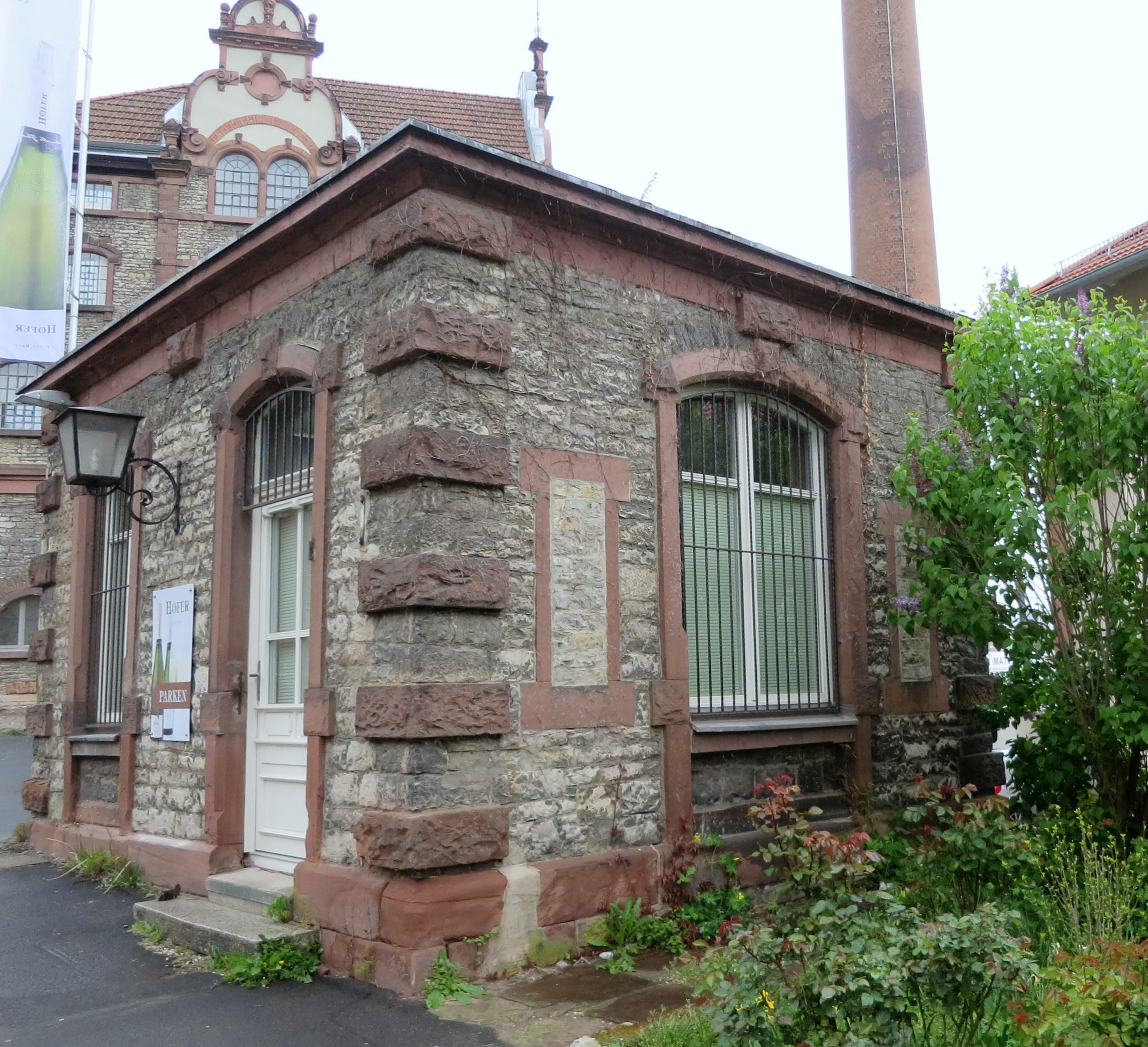
Pförtnerhaus
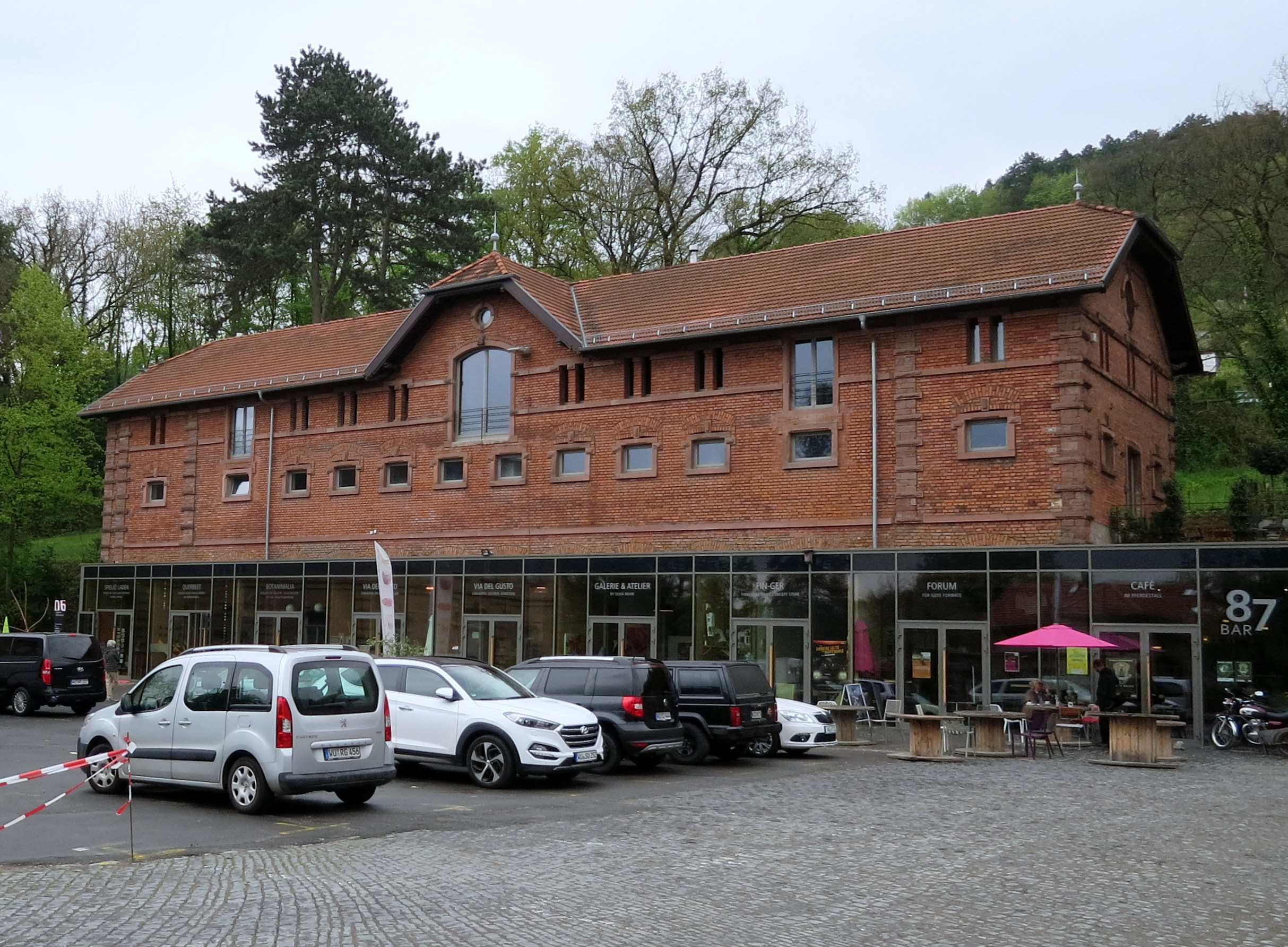
Ehemaliger Pferdestall, Café und Läden
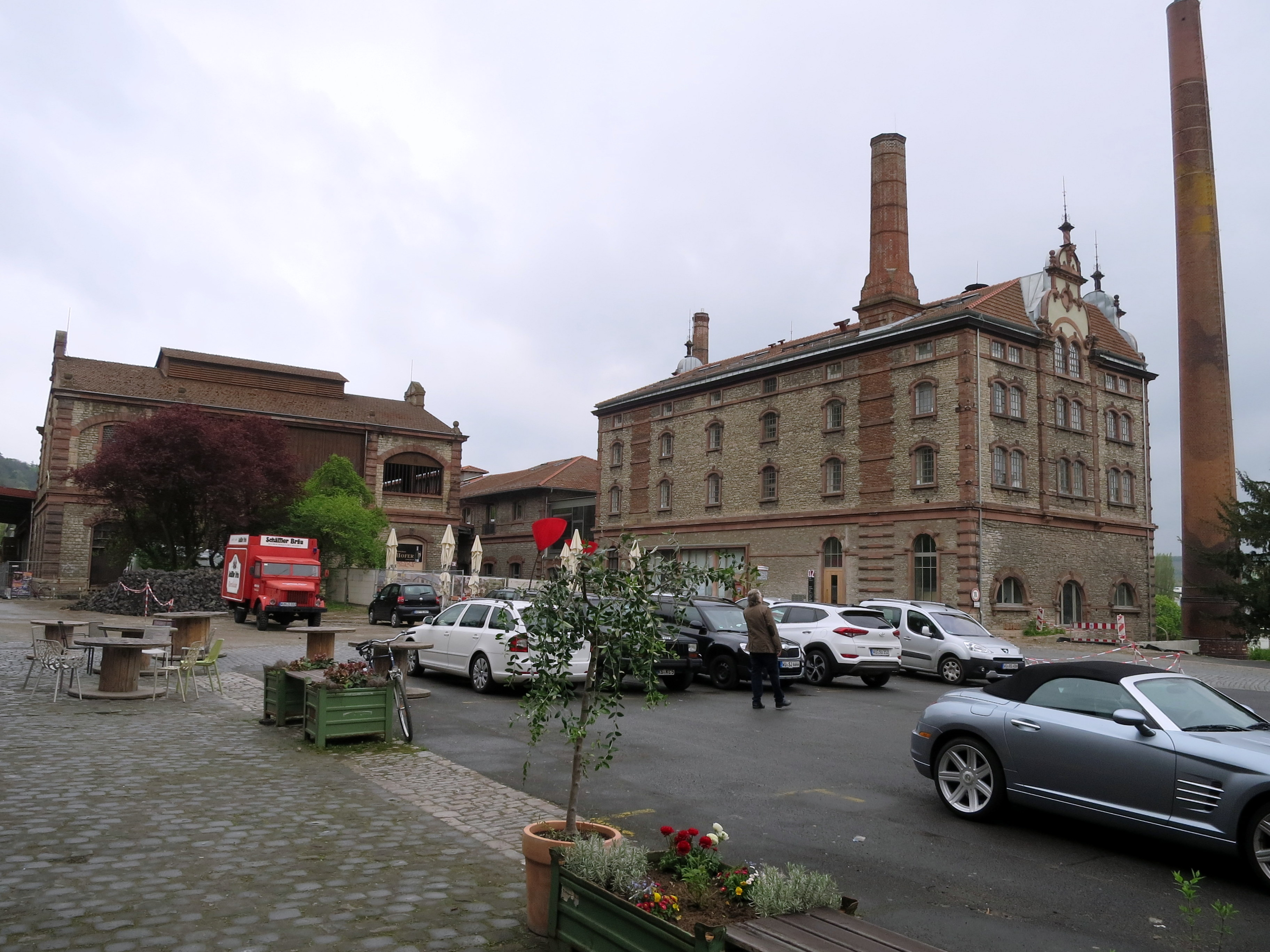
Fabrikgebäude
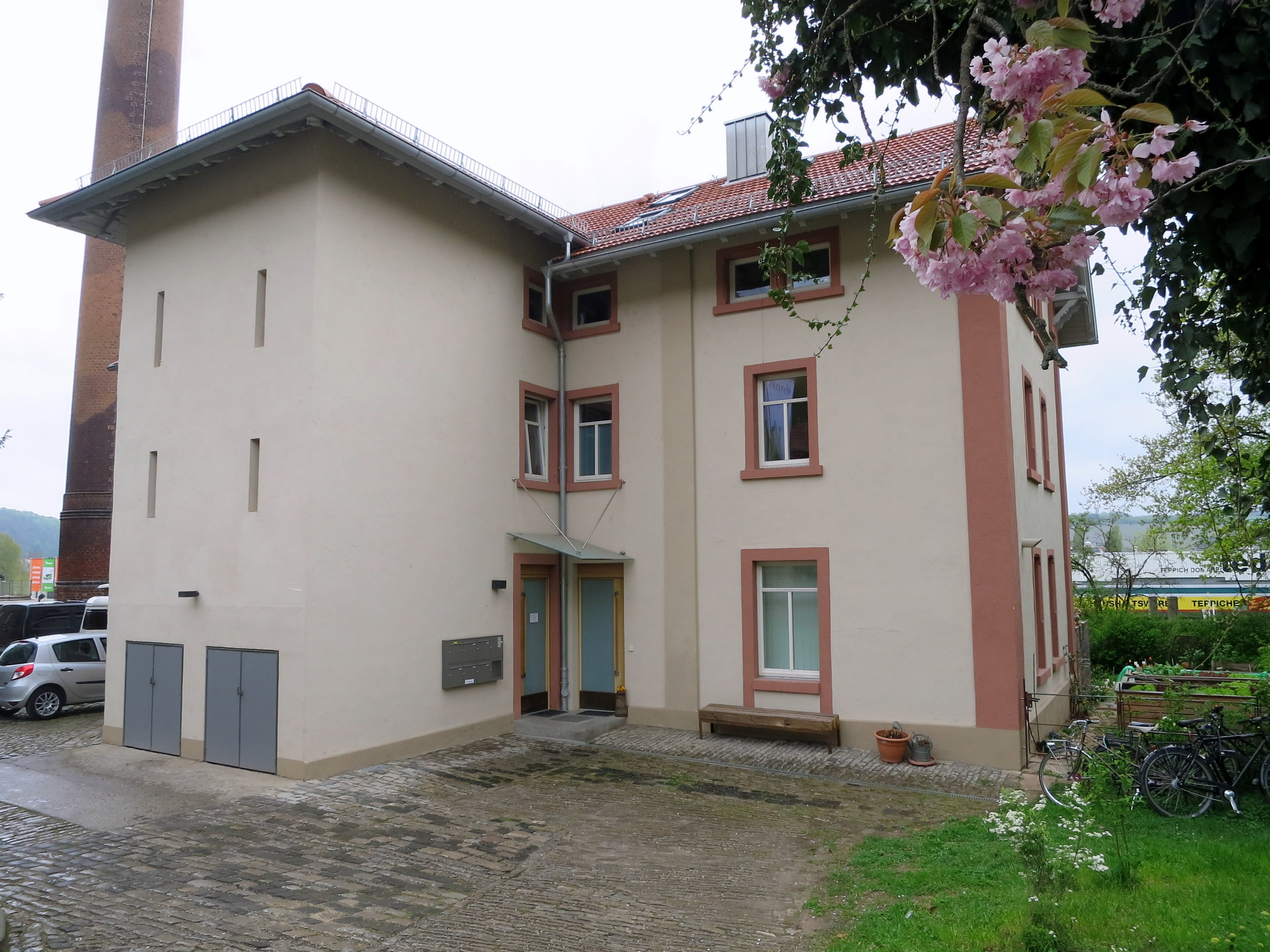
Braumeisterhaus
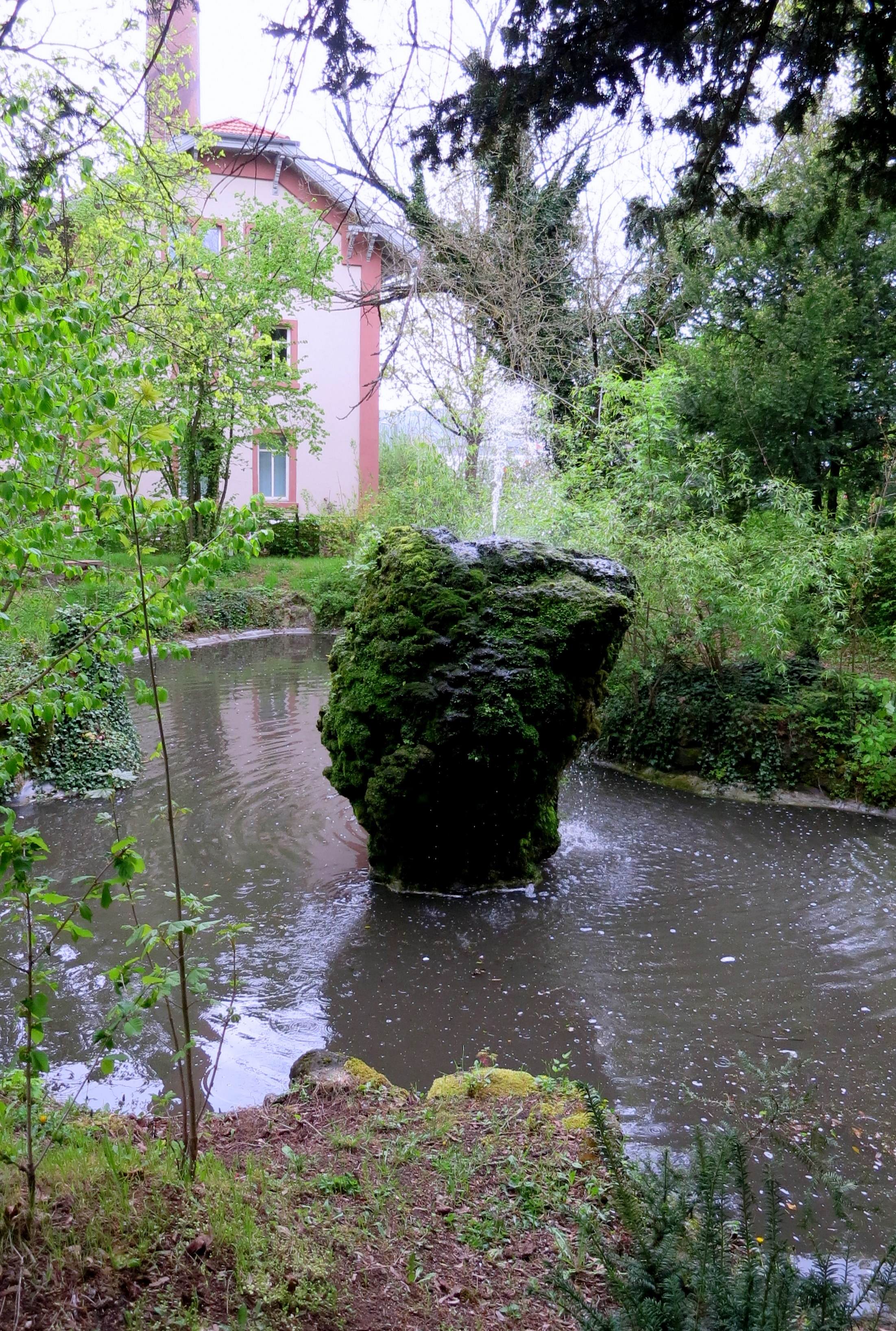
Wiederhergestellter Zierbrunnen

### Heutige Nutzung der Teilbauten

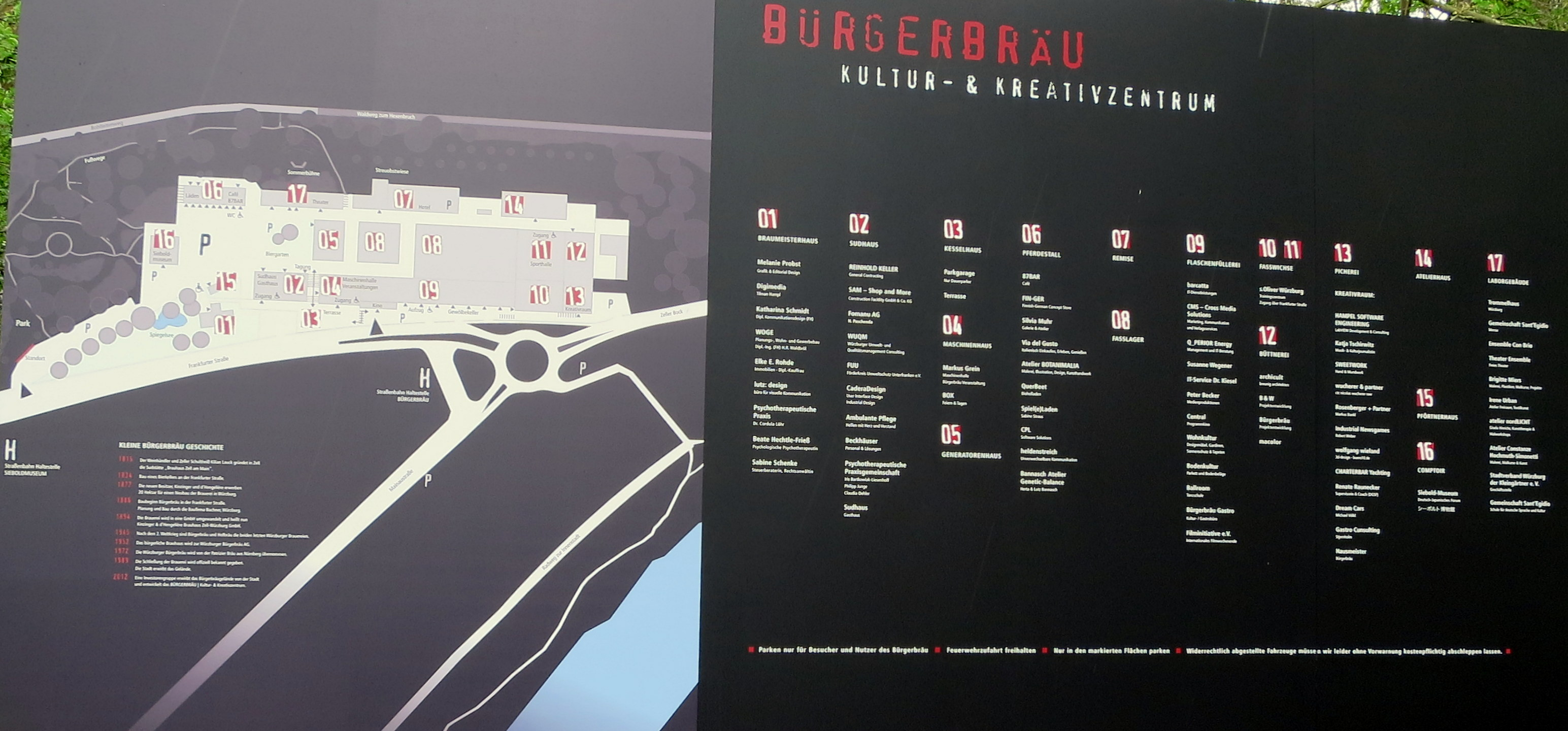
Übersicht über das Kultur- und Kreativzentrum

Die nachfolgenden Teilbauten sind gemäß der Übersichtstafel nummeriert.
- Braumeisterhaus (01) – Vielfache gewerbliche Nutzung, Büros
- Sudhaus (02) – Gewerbliche Nutzung und Gastronomie
- Kesselhaus (03) – Ab 2016 Außengastronomie
- Maschinenhaus (04) – Maschinenhalle Bürgerbräu, mit Veranstaltungen und Tagungen
- Generatorenhaus (05) – Sektkellerei: Verkauf, Verkostung etc.
- Pferdestall (06) – Café-Bar, Läden, Atelier und Büros
- Automobilhalle (07) – Geplant: Hotel
- Fasslager (08) – Bauernmarkt, Sektkellerei
- Flaschenfüllerei (09) – Gewölbekeller: Medienfirmen, Tanzschule und Kino Central; Sektkellerei: zusätzlich Läden und Gewerbe
- Fasswichse (10/11) – Fitnesscenter (zieht um!) und Basketball-Zentrum
- Büttnerei (12) – Architektur-Büro
- Picherei (13) – Kreativraum
- Atelierhaus (14) – Geplantes neues Gebäude
- Pförtnerhaus (15) – gehört zur Sektkellerei
- Direktorenvilla (16) und zugehöriger Park – (Das Haus ist Eigentum der Stadt Würzburg): Siebold-Museum und Siebold-Park
- Kantinengebäude (17) – (Das Haus ist Eigentum der Stadt Würzburg): „Theater Ensemble“, Ateliers und Sozialeinrichtung

## Veranstaltungen
Während der Feste auf dem Bürgerbräu-Areal wurden seit 2012 Geländeführungen und Einblicke in die aktuellen Planungen angeboten. Dazu gab es ein musikalisches und gastronomisches Rahmenprogramm, Kinderunterhaltung und einen Bauernmarkt. Auch eine Weihnachtsfeier und diverse Veranstaltungen in der früheren Maschinenhalle lockten viele Menschen auf das Gelände. Jeden ersten Samstag im Monat findet auf dem Gelände ein Bauernmarkt statt.

## ÖPNV
Die nächsten Haltestellen der Straßenbahn sind: „Sieboldmuseum“ und „Bürgerbräu“

## Pressespiegel
- Main-Post: „Bald rollen Bagger und Kräne an - Baugenehmigungen für das Bürgerbräu-Gelände“ (23. April 2014)
- Main-Post: „Bürgerbräugelände: Bebauungsplan ebnet Weg für neue Nutzung“ (9. August 2013)
- Main-Post: „Als Würzburg noch acht Brauereien hatte“ (5. Juni 2012)
- Main-Post: „Erst wird gefeiert, dann umgebaut (erstes Bürgerbräufest)“ (31. Mai 2012)
- Main-Post: „Stadt findet Käufer für Bürgerbräu-Gelände“ (15. Dezember 2011)
- Main-Post: „Kulturfabrik“ auf dem Bürgerbräu-Areal (Workshop) (11. August 2009)